# Rapid Sequence Induction
Die Rapid Sequence Induction (RSI, englisch, etwa: „schneller Ablauf der (Narkose-)Einleitung“) (auch Blitzintubation, Blitzeinleitung, Ileus-Einleitung, Crush-Intubation und Nicht-Nüchtern-Einleitung) ist eine Sonderform der Narkoseeinleitung. Sie kommt zur Anwendung, wenn für den Patienten ein erhöhtes Risiko besteht, dass Mageninhalt erbrochen wird oder passiv zurückfließt (Regurgitation) und dieser oder andere Sekrete wie Blut in die Atemwege gelangen (Aspiration). Daran kann der Patient ersticken oder in der Folge eine lebensbedrohliche Lungenentzündung entwickeln. Typische Risikokonstellationen sind unter anderem nicht nüchterne Patienten, fortgeschrittene Schwangerschaft und starke Blutungen im oberen Verdauungstrakt; ein extremes Risiko liegt bei Darmverschluss (Ileus) vor, so dass die Technik häufig als Ileuseinleitung bezeichnet wird.
Der Ausdruck Rapid Sequence Induction rührt daher, dass die normale Abfolge (Sequenz) der Intubation verkürzt und bestimmte Schritte übersprungen werden. Ziel ist es, nach der Gabe der Narkosemedikamente die Zeitspanne vom Bewusstseinsverlust bis zur Sicherung des Atemweges durch die endotracheale Intubation so kurz wie möglich zu halten, da die Medikamente den Verschluss der Speiseröhre (Verschlusskraft des oberen Ösophagussphinkters) und die Schutzreflexe des Patienten beeinträchtigen. Für einen tatsächlich protektiven Effekt der RSI wurde in einer kanadischen Untersuchung der Jahre 1966 bis 2006 jedoch keine Evidenz gefunden.

## Synonyme Bezeichnungen
Es existieren vielfältige weitere Bezeichnungen für die RSI, etwa Blitzeinleitung, Sturzintubation, Schnelleinleitung, Notfalleinleitung, Nicht-Nüchterneinleitung, Crash-Intubation oder oft Ileus-Einleitung.
Während früher im angloamerikanischen Sprachraum der Ausdruck Crash-Induction für eine Notfalleinleitung verwendet wurde, war im deutschen Sprachraum der Ausdruck Crush-Induction oder Crush-Intubation weit verbreitet. Dieser Ausdruck ist ein Beispiel für einen Scheinanglizismus, einen englischen Ausdruck, den es im angloamerikanischen Sprachraum nicht gibt.

## Einsatzgebiete
Die Rapid Sequence Induction kommt bei allen Patienten mit erhöhtem Risiko einer pulmonalen Aspiration zum Einsatz. Dies ist bei fortgeschrittener Schwangerschaft, Erkrankungen oder Verletzungen des Magen-Darm-Traktes und Notfallpatienten mit Verletzungen der Fall. Auch verschiedene Vorerkrankungen wie Diabetes mellitus und Niereninsuffizienz können zu einer Verzögerung der Magenpassage führen. Nicht nüchternen Patienten werden ebenfalls mittels RSI eingeleitet, wenn die empfohlenen Karenzzeiten (für feste Speisen sechs Stunden, für klare Flüssigkeiten wie Wasser zwei Stunden ausreichend, um eine Entleerung des Magens zu gewährleisten) nicht gewährleistet sind.

## Technik derRapid Sequence Induction
Zur Verringerung des Regurgitationsrisikos erfolgt die Rapid Sequence Induction entweder in Oberkörperhochlage (30°–45°) des Patienten, um eine passive Regurgitation zu vermindern, oder aber in Kopftieflage, um ein Eindringen von Mageninhalt in die Atemwege zu vermindern, oder aber in normaler Rückenlage, um möglichst optimale Intubationsbedingungen zu erreichen. Insbesondere wenn ein Darmverschluss vorliegt, wird so früh wie möglich, beim wachen Patienten mit erhaltenen Schutzreflexen, eine Magensonde gelegt, um den Mageninhalt zu minimieren. Diese kann direkt vor der Narkoseeinleitung entfernt werden, damit der untere Schließmuskel der Speiseröhre effektiv schließen kann und man besser präoxygenieren kann. Eine liegende Magensonde kann bei der Narkoseeinleitung zudem als Schiene für Mageninhalt wirken. Allerdings gehen die Empfehlungen zur Handhabung einer liegenden Magensonde vor Narkoseeinleitung in den Leitlinien weit auseinander. Sie reichen vom Belassen der Magensonde (Skandinavische Gesellschaft für Anästhesiologie und Intensivmedizin) bis hin zu der Empfehlung die Magensonde „in  jedem  Fall“ vor der Narkoseeinleitung zu entfernen.
Um im Notfall rasch Mageninhalt aus dem Rachen entfernen zu können, müssen laut ATA-Forum zwei technisch voneinander unabhängige laufende Absaugvorrichtungen mit großlumigem und nicht mehr verpackten Absaugkathetern bereitgehalten werden.
Wie bei jeder Narkoseeinleitung wird der Patient zunächst ausgiebig präoxygeniert, er inhaliert reinen Sauerstoff über eine Beatmungsmaske. Auf diese Weise wird die stickstoffreiche Luft in den Lungen weitgehend durch reinen Sauerstoff ausgetauscht (Denitrogenisierung). Aus dem so geschaffenen Sauerstoffvorrat kann sich der Körper mehrere Minuten versorgen, wenn zu Beginn der Narkose die Atmung aussetzt.
Früher führte ein Assistent einen Krikoiddruck (Sellick-Handgriff) durch: Mittels Druck auf den Ringknorpel des Kehlkopfes wurde die dahinterliegende Speiseröhre komprimiert, was die Regurgitation verhindern sollte. Die Effektivität des Krikoiddrucks wird in der neueren Literatur bezweifelt, möglicherweise ist sogar eine Erhöhung des Aspirationsrisikos mit ihm verbunden. In zunehmendem Ausmaß wird er nicht mehr eingesetzt.
Die Narkosemedikamente werden in rascher Folge injiziert: Ein Opioid in reduzierter Dosis (z. B. Fentanyl, Sufentanil), ein Hypnotikum (etwa Etomidat, Thiopental oder Propofol) und ein schnellwirkendes muskelerschlaffendes Mittel (Relaxans, erste Wahl: Succinylcholin, alternativ: Rocuronium). Die Wahl der Medikamente kann nach Indikation und Lehrmeinung wechseln. Eine Schwierigkeit besteht darin, dass die Medikamente nicht titriert werden können und es einer guten Einschätzung der Dosis bedarf, um unnötige Blutdruckabfälle zu vermeiden, bei gleichzeitig ausreichender Erreichung guter Intubationsbedingungen.
Der Patient schläft innerhalb von wenigen Sekunden bis zu einer knappen Minute ein. Die Atmung und die Schutzreflexe (Husten, Schlucken, Würgen) setzen aus. Wenn nun Mageninhalt in den Rachen gerät, ist der Patient nicht vor Ersticken oder Einatmen desselben geschützt. Zur Erleichterung der Intubation wird ein Führungsstab verwendet. Der Patient wird zügig endotracheal intubiert; die Blockermanschette (Cuff) des Tubus in der Luftröhre wird unmittelbar abgedichtet. Dadurch wird verhindert, dass Blut, Speichel oder Mageninhalt neben dem Tubus in die Lunge geraten können. Der Atemweg ist somit gesichert. Mit Abschluss der RSI wird die kontrollierte Beatmung aufgenommen. Ist der Würgreflex noch nicht oder nicht ausreichend blockiert, so kann es bei der Intubation zum Erbrechen kommen. Zum Entleeren des Magens kann nach Intubation erneut eine Magensonde gelegt werden. Das senkt das Aspirationsrisiko bei der Extubation.
Während der Anästhesist vor einer „normalen“ Intubation nach dem Einschlafen zunächst prüft, ob eine Maskenbeatmung problemlos möglich ist, dann das Relaxans gibt und den Patienten so lange mit Gesichtsmaske beatmet, bis die Muskulatur gut erschlafft ist, wird dieser Schritt der sogenannten „Zwischenbeatmung“ bei der RSI übersprungen. Dies geschieht, weil durch Maskenbeatmung Luft in den Magen gelangen kann, wodurch eine Regurgitation von Mageninhalt begünstigt würde. Die Notwendigkeit einer „Probebeatmung“ vor der Intubation wird neuerdings angezweifelt.

## Modifikationen
Während durch RSI das Risiko einer Aspiration gesenkt werden soll, wird durch das Vorgehen das Risiko in Kauf genommen, eine “cannot-ventilate-cannot-intubate”-Situation hervorzurufen. Im Einzelfall, insbesondere bei dringenden Hinweisen auf schwierige Atemwegsverhältnisse, wird der Anästhesist im Sinne einer Risikoabwägung daher vom beschriebenen Vorgehen abweichen.

### Modifizierte RSI bei Kindern
Für kleine Kinder und Neugeborene ist die Gefahr eines Sauerstoffmangels deutlich größer als das Aspirationsrisiko. Die geringen Sauerstoffreserven in der Lungen (funktionelle Residualkapazität) stehen einem hohen Sauerstoffbedarf und einem hohen Atemminutenvolumen gegenüber. Deshalb würde es beim Kind durch den Verzicht auf die Maskenbeatmung während der Narkoseeinleitung regelhaft zu einem Sauerstoffmangel kommen. Die Verwendung des schnellen Muskelentspannungsmittels Succinylcholin ist bei Kindern problematisch, da eine möglicherweise vorhandene Muskelstoffwechselerkankung des Kindes noch nicht festgestellt wurde und die Gabe von Succinylcholin zu lebensgefährlicher Malignen Hyperthermie führen könnte. Eine Kippung des Tisches während der Narkoseeinleitung mit dem Ziel den Druck auf den Magen zu reduzieren bzw. das Eindringen von Magensaft in die Luftröhre zu verhindern, führt zu schlechteren Intubationsbedingungen und erhöht damit das Risiko eines Sauerstoffmangels.
Die Deutsche Gesellschaft für Anästhesie und Intensivmedizin empfiehlt deshalb bezüglich der RSI beim Kind unter anderem:
- Lagerung auf dem Tisch mit dem Ziel optimale Intubationsbedingungen
- Einleitungsmedikamente über vorher gelegten Venenzugang
- keine Einleitung mit Narkosegasen über Maske
- Nutzung von nicht-depolarisierenden Muskelentspannungsmitteln
- Verzicht auf Succinylcholin
- Verzicht auf Krikoiddruck
- Maskenbeatmung während der Narkoseeinleitung
- Nutzung eines Tubus mit Cuffballon